# Cos Expedicionari del Mediterrani
El Cos Expedicionari del Mediterrani (Mediterranean Expeditionary Force, MEF) fou el conjunt d'unitats militars de l'exèrcit britànic enviades durant la Primera Guerra Mundial al teatre d'operacions del Mediterrani, concretament als fronts de Gal·lípoli i Tessalònica. El MEF es formà el març del 1915 i estava originalment sota les ordres del general Ian Hamilton fins al desembarcament de Gal·lípoli; posteriorment el comandament passà al general William Birdwood, comandant del Cos d'Exèrcit d'Austràlia i Nova Zelanda (ANZAC) i finalment al general Charles Monro. Després de l'obertura del front a Tessalònica, l'octubre de 1915, el MEF quedà dividit en dos exèrcits: l'exèrcit dels Dardanels i l'exèrcit de Tessalònica. Quan les tropes britàniques es retiraren de la península de Gal·lípoli, el MEF quedà restringit a l'exèrcit de Tessalònica i quedà sota el comandament del general Archibald Murray.